# Allocosa sjostedti
Allocosa sjostedti är en spindelart som först beskrevs av Roger de Lessert 1926.  Allocosa sjostedti ingår i släktet Allocosa och familjen vargspindlar. Inga underarter finns listade i Catalogue of Life.